# Ordem Maronita Libanesa
A Ordem Maronita Libanesa (também conhecida como Baladitas ou Valaditas) é uma ordem monástica da Igreja Católica Maronita baseada no Levante, que desde o início tem sido especificamente uma Igreja monástica. A ordem foi fundada em 1694 no Mosteiro de Mart Moura, Ehden, Líbano, por três jovens maronitas de Alepo, na Síria, sob o patrocínio do patriarca Estephan El Douaihy (1670-1704).
Seu nome Baladitas vem do baladia (em árabe: بلدية; romaniz.: baladiyah), monges do campo. Seu patrono é Santo Antão, o Grande. Ela se dividiu em mais 2 congregações.
A segunda ordem são os alepinos (ou halabiyyah), monges de Alepo, uma cidade na Síria atual. Essa ordem resultou de uma divisão com os baladitas. O Papa Clemente XIV sancionou essa separação em 1770.
A terceira ordem monástica libanesa é a de Santo Isaías, conhecida como Ordem Libanesa Antoniana fundada em 15 de agosto de 1700, pelo Patriarca Gabriel Al Blouzani de Blaouza (1704-1705).

Os monges e monjas da Ordem usam as iniciais pós-nominais de O.L.M., da versão francesa do nome, Ordre Libanais Maronite. 